# Юсупова, Евдокия Борисовна
Герцогиня Евдокия Борисовна Бирон (урождённая княжна Юсупова; 1743 — 8 (21) июля 1780, Санкт-Петербург) — вторая супруга курляндского герцога Петра. Дама Большого креста ордена Святой Екатерины.

## Биография

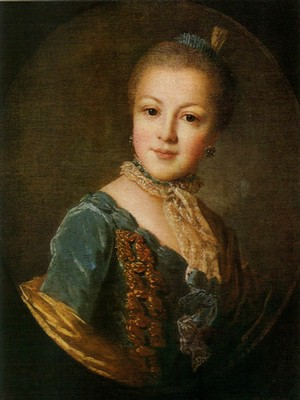
Евдокия в юности на портрете Ф. С. Рокотова

Княжна Евдокия Борисовна — старшая дочь князя Бориса Григорьевича Юсупова и Ирины Михайловны, урождённой Зиновьевой. Точная дата её рождения неизвестна.
В 1772 году княжна Евдокия Борисовна была обвенчана с курляндским герцогом Петром Бироном (1724—1800), сыном Эрнста Иоганна Бирона и Бенигны Готлибы, урождённой Тротта фон Трейдена. Брак этот был устроен императрицей Екатериной II с целью укрепления связей между Россией и Курляндией. К этому времени жених, обладавший «диким характером», успел развестись с первой супругой, принцессой Каролиной Луизой Вальдекской.
Герцогиня Евдокия, обладавшая красотой и высокими духовными качествами, нашла сторонников среди дворянства Курляндии. Первое время Пётр находился под некоторым влиянием молодой супруги, но вскоре отношения между ними разладились, и, не выдержав жестокого обращения, Евдокия Борисовна покинула мужа. Приглашённая на бракосочетания великого князя Павла Петровича 7 (18) октября 1776 года, она более не вернулась в Митаву.

27 апреля 1778 года супруги были разведены, и Пётр вступил в третий брак. После развода Евдокия Борисовна жила в Петербурге в собственном доме на ул. Миллионной, д. 22 и принимала у себя лучшее общество столицы. Через два года, 8 (19) июля 1780 года, она скончалась, французский дипломат Мари де Корберон записал по этому поводу в своём дневнике:
Завтра мы поедем навестить Измайлову, сестру герцогини Курляндской, скончавшейся в среду, в 10 часов вечера. Она была рожденная Юсупова, молодая, приветливая; думают, что она умерла с горя. Герцог, год тому назад, развелся с нею, и эта женщина, хорошо поставленная при дворе, имея орден св. Екатерины, 50 тысяч ежегодной пенсии, которую государыня заставила герцога выдавать ей, не была счастлива, страдая от непомерного, неудовлетворенного честолюбия. Её вскрывали, чтобы узнать причину смерти.
Похоронена в Свято-Троицкой Александро-Невской Лавре, позади алтаря каменной церкви во имя Благовещения Божией Матери.

## Награды
- В 1777 году была награждена орденом Святой Екатерины 1 степени[5].